# Ponte Sasso
Ponte Sasso is een plaats (frazione) in de Italiaanse gemeente Fano.